# Rue des Templiers
La rue des Templiers est une rue du quartier de Bellecour située sur la presqu'île dans le 2e arrondissement de Lyon, en France.

## Situation et accès
C'est une rue à angle droit qui débute sur la place Antonin-Gourju, en passant sous une voûte où se trouve une statue de la Vierge placée en hauteur, et se termine rue d'Amboise. La circulation se fait dans les deux sens mais sans stationnement possible.

## Origine du nom
Le nom de la rue vient des templiers qui possédaient sur ce lieu plusieurs terrains et dont la maison débouchait sur la Saône, près du port qui prend le nom de Port-du-Temple.

## Histoire
On ignore la date exacte de la venue des Templiers à Lyon. Leur présence est attestée en 1208 lorsqu'un commandeur de l'ordre du Temple de Lyon, dont le nom n'est pas connu, est appelé pour être témoin d'un traité entre l'archevêque de Lyon Renaud de Forez, le chapitre et les citoyens de Lyon au sujet de leurs droits de juridiction de la ville.
Leur domaine s'étend au nord de Bellecour et jusqu'à l'actuelle rue de l'Ancienne-Préfecture et de la rue Émile-Zola jusqu'à la Saône.

## Dans la culture locale
Les habitants du quartier ont coutume de surnommer cette rue la « rue silencieuse » en raison du nombre remarquablement faible d’usagers l’empruntant.